# Spike Dudley
Matthew Jonathan Hyson, meglio conosciuto con il ring name Spike Dudley (Providence, 13 agosto 1970), è un ex wrestler statunitense, noto per i suoi trascorsi nella Extreme Championship Wrestling tra il 1995 e il 2001 e nella World Wrestling Federation/Entertainment tra il 2001 e il 2005.
Ricordato per essere stato parte della stable dei Dudley Boyz con Bubba Ray Dudley e D-Von Dudley, in carriera ha vinto otto volte il WWF/E Hardcore Championship, due volte l'ECW World Tag Team Championship (con Balls Mahoney) e una volta ciascuno il WWF Tag Team Championship (con Tazz), il WWF European Championship e il WWE Cruiserweight Championship.
In carriera ha militato anche nella Total Nonstop Action tra il 2006 e il 2007, esibendosi con il ring name Brother Runt.

## Carriera

### Extreme Championship Wrestling (1995–2001)
Matthew Hyson entrò nella Extreme Championship Wrestling nel 1995 con il ring name Little Spike Dudley, membro dei Dudley Boyz. La sua gimmick era quella di un hippie con una cravatta colorata e i capelli lunghi e aveva molti richiami alla droga, come le iniziali del suo nome (LSD) e la sua finisher detta "Acid Drop".
In seguito Spike si separò dai fratelli e vinse due volte l'ECW World Tag Team Championship in coppia con Balls Mahoney.

### World Wrestling Entertainment (2001–2005)
Nel 2001 passò alla World Wrestling Entertainment, dove il suo ring name fu accorciato in Spike Dudley e tutti i richiami alla droga scomparvero (la sua finisher fu rinominata "Dudley Dog").
Spike fece il suo debutto nel marzo del 2001, aiutando i Dudley Boyz a vincere il WWE World Tag Team Championship contro Edge e Christian; nacque quindi una storia tra Spike e Molly Holly che fece arrabbiare sia i Dudley Boyz sia gli Holly Cousins (Crash e Hardcore Holly), portando ad una faida fra le due coppie.
Vincerà in seguito il WWF European Championship e il WWF Hardcore Championship ma lotterà soprattutto nella categoria di coppia, vincendo il WWF Tag Team Championship con Tazz, sconfiggendo proprio i suoi fratelli.
Nel 2004 passerà nel roster di SmackDown! dove riuscirà a vincere il WWE Cruiserweight Championship. Qui tornerà a fianco dei suoi fratelli iniziando una faida con Rey Mysterio. Partecipa alla Royal Rumble dove non riesce nemmeno ad entrare nel ring. Viene infatti colpito da Kane con una chokeslam.
Il 5 luglio 2005 Spike viene licenziato dalla WWE insieme ad altri sette wrestler.

### Circuito indipendente (2005–2006)
Anche se il nome Spike Dudley era stato creato prima che Hyson arrivasse in WWE, per una intricata faccenda i diritti appartenevano alla WWE, che costringe quindi Hyson a non usare il nome Spike Dudley. Hyson inizia quindi a lottare nel circuito indipendente con il ring name Matt Hyson. Hyson lotterà anche ad Hardcore Homecoming, evento organizzato da Shane Douglas in onore della ECW.

### Total Nonstop Action (2006–2007)
Hyson passò quindi nella Total Nonstop Action Wrestling nel 2006 debuttando durante l'edizione di iMPACT! del 13 aprile e salvando Brother Devon (l'ex D-Von Dudley) dall'attacco del Team Canada. In TNA Hyson inizia a lottare col nome Brother Runt entrando nel Team 3D (nuovo nome per indicare i Dudley Boyz), avendo faida contro Abyss e la James Gang. Soprattutto contro il mostro la rivalità è particolarmente accesa, e Runt in questo periodo ritrova la vecchia personalità che aveva in ECW, e nonostante i fratelli Brother Ray & Brother Devon, prendendosi una pausa, gli suggeriscano di impegnarsi nella X Division, Runt va all'attacco di Abyss e lo affronta a TNA Hard Justice 2006 subendo una cocente sconfitta. Nelle settimane successive il feud continua, con l'inserimento di Raven che sembra essere il mentore di Runt nelle sue battaglie contro il mostro, dal momento che lo stesso Raven interviene subito dopo la conclusione del 10.000 Thumbtacks match che Runt perde nuovamente contro Abyss per salvare il Giant Killer, il quale però non ricambia il favore e connette una Acid Drop sullo stesso Raven dopo l'Hangman's Horror match che Raven perde contro Abyss in una puntata di iMPACT!; si arriva così a TNA No Surrender 2006 dove i 3 si affrontano in un match senza squalifiche, ed è ancora Abyss a portarsi a casa la vittoria.
Nel mese di ottobre la rivalità continua iperterrita con l'aggiunta di Samoa Joe in un Monster's Ball match da svolgersi a Bound for Glory 2006 con arbitro speciale Jake Roberts: Joe alla fine si aggiudica il match di fronte ai 4.400 spettatori di Detroit.

### Circuito indipendente (2007–2015)
Nell'agosto 2007 Hyson lasciò la TNA; in seguito si accasò alla Combat Zone Wrestling e iniziò a lottare in diverse federazioni del circuito indipendente. Successivamente è tornato in TNA nel Team 3D contro i Nasty Boys e Jimmy Hart e per il PPV One Night Only ovvero Hardcore Justice facendo coppia con Jeff Hardy battendo il Team 3D (diventati Aces & 8s) sconfiggendoli in un Tag Team Tables match.

## Personaggio

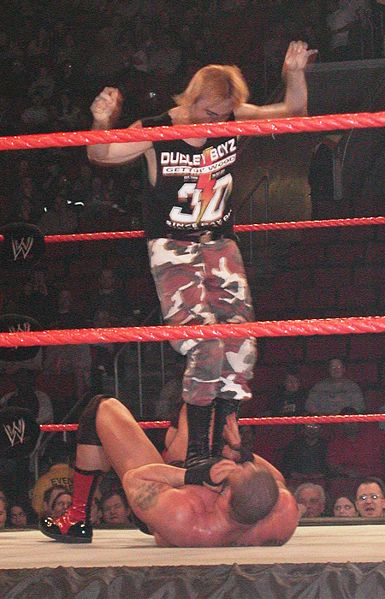
Spike Dudley mentre esegue un Double foot stomp su Rodney Mack

### Mosse finali
- Acid Drop (Corner springboard cutter)
- Dudley Dog (Springboard bulldog)

### Manager
- Molly Holly

### Soprannomi
- "The Boss"
- "The Bully of Dudleyville"
- "The ECW's Iron Man"
- "The Giant Killer"
- "The Little Show"
- "The One Tough Little Bastard"
- "The Runt of the Litter"

## Titoli e riconoscimenti
- Big Time Wrestling
  - BTW Heavyweight Championship (1)
  - BTW Cruiserweight Championship (1)

- Chaotic Wrestling
  - CW Tag Team Championship (1) – con Kyle Storm

- Extreme Championship Wrestling
  - ECW World Tag Team Championship (2) – con Balls Mahoney

- Neo Revolution Grappling
  - NRG Heavyweight Championship (1)

- New York Wrestling Connection
  - NYWC Heavyweight Championship (1)

- Pro Wrestling Illustrated
  - 51º tra i 500 migliori wrestler singoli nella PWI 500 (2004)

- Top Rope Promotions
  - TRP Heavyweight Championship (1)

- World Wrestling Federation/Entertainment
  - WWF/E Hardcore Championship (8)
  - WWE Cruiserweight Championship (1)
  - WWF European Championship (1)
  - WWF Tag Team Championship (1) – con Tazz

- Wrestling Observer Newsletter
  - Worst Worked Match of the Year (2006) – Reverse Battle Royal a Impact!